# Dave Freudenthal
David Duane "Dave" Freudenthal (pronuncia-se [ˈfriːdənθɑːl];Thermopolis, Estados Unidos, 12 de outubro de 1950) é um político estadounidense filiado ao Partido Democrata. Foi o trigésimo primeiro governador do estado de Wyoming.
Nascido em Thermopolis no condado de Hot Springs no estado de Wyoming, é o sétimo numa família de oito filhos. É bacharel em economia pelo Amhers College. Foi eleito para o cargo de governador em 2002 e eleito novamente em 2006, em 2011 é o fim  previsto de seu mandato, já que optou por não concorrer a um eventual terceiro mandato.